# Karsy (powiat koniński)
Karsy – wieś w Polsce położona w województwie wielkopolskim, w powiecie konińskim, w gminie Stare Miasto.
Wieś położona nad zbiornikiem retencyjnym na rzece Powie
W latach 1975–1998 miejscowość należała administracyjnie do województwa konińskiego.
Zobacz też: Karsy, Karsy Dolne, Karsy Duże, Karsy Małe